# 买奴 (益王)
买奴，元朝宗室，成吉思汗四叔答里台的五世孙。
泰定帝泰定三年（1326年），被封为宣靖王，镇守益都（今山东省青州市）。后来参与拥立元文宗即位，文宗下诏为他设置王傅等官。元顺帝至元二年（1336年），进封为益王。至正十七年（1357年），红巾军攻破益都的时候，他仓皇逃走。